# Julien Bergeaud
Julien Bergeaud, né le 3 août 1974, est un dirigeant de télévision français. Il est directeur général de la chaîne Téléfoot de 2019 jusqu’à octobre 2021. Il est CEO France de la plateforme de streaming SCREACH depuis février 2022.

## Biographie
De 1992 à 1995, Julien Bergeaud est étudiant à HEC Paris.
Après avoir été marketing manager au sein de TV5 entre 1996 et 1999, Julien Bergeaud rejoint Eurosport en octobre 1999 en tant que, successivement, directeur des acquisitions et des ventes de droits sportifs,  directeur de l'antenne et des programmes puis directeur du développement.
En 2015, il devient senior vice-président de Discovery Communications, propriétaire d'Eurosport, directeur général de Discovery France et des droits sportifs pour l'Europe du Sud.
En 2019, il est recruté par Mediapro pour devenir directeur général de Mediapro Sport France et créer la chaîne française du groupe consacrée à la Ligue 1 et à la Ligue 2, dont Mediapro a remporté les droits en décembre 2018. En décembre 2020, Mediapro annonce la fermeture de la chaîne Téléfoot dont il est le directeur général, le groupe et la LFP ne parvenant pas à trouver un accord sur la renégociation des droits de diffusion du Championnat de France. La chaîne Telefoot cesse d'émettre le 8 février 2021.
En février 2022, il est nommé CEO France pour la plateforme de streaming SCREACH, qui a été choisie par Amazon pour la commercialisation du Pass Ligue 1 Prime Video auprès de la clientèle des professionnels et des établissements accueillant du public (bars, hôtels, restaurants etc...).